# Štítov
Štítov je obec v okrese Rokycany v Plzeňském kraji. Leží asi deset a půl kilometru jihovýchodně od Rokycan. Žije v ní 52 obyvatel.

## Historie
První písemná zmínka o obci pochází z roku 1460.
V souvislosti se zánikem vojenského újezdu Brdy bylo k 1. lednu 2016 k obci připojeno katastrální území Štítov v Brdech, které vzniklo k 10. únoru 2014. Toto území má rozlohu 1,324 km² a je zde evidováno 0 budov a 0 obyvatel.

## Obyvatelstvo
| Rok            | 1869 | 1880 | 1890 | 1900 | 1910 | 1921 | 1930 | 1950 | 1961 | 1970 | 1980 | 1991 | 2001 | 2011 | 2021 |
| -------------- | ---- | ---- | ---- | ---- | ---- | ---- | ---- | ---- | ---- | ---- | ---- | ---- | ---- | ---- | ---- |
| Počet obyvatel | 194  | 199  | 204  | 178  | 147  | 157  | 160  | 92   | 91   | 86   | 54   | 57   | 54   | 59   | 44   |
| Počet domů     | 24   | 27   | 27   | 27   | 25   | 25   | 27   | 27   | 22   | 23   | 18   | 23   | 24   | 27   | 25   |

## Obecní správa
V letech 1869–1921 byl osadou obce Skořice v okrese Plzeň (1869–1890) a později v okrese Rokycany. V letech 1930–1950 byl samostatnou obcí. V letech 1961–1979 patřila jako část obce k Příkosicím. Od 1. ledna 1980 do 31. prosince 1991 patřil jako čast města k Mirošovu a od 1. ledna 1992 je opět samostatnou obcí.

### Obecní symboly
Znak a vlajka byly obci uděleny rozhodnutím předsedy Poslanecké sněmovny Parlamentu České republiky dne 26. listopadu 1999.

## Pamětihodnosti
- Kaplička na návsi
- Křížek na konci obce (směr Skořice)